# Grand Prix automobile de Grande-Bretagne 1985
Résultats du Grand Prix automobile de Grande-Bretagne de Formule 1 1985 qui a eu lieu sur le circuit de Silverstone le 21 juillet 1985.

## Classement
| Pos. | No | Pilote             | Écurie                 | Tours | Temps/Abandon                      | Grille | Points |
| ---- | -- | ------------------ | ---------------------- | ----- | ---------------------------------- | ------ | ------ |
| 1    | 2  | Alain Prost        | McLaren-TAG            | 65    | 1 h 18 min 10 s 436 (235,425 km/h) | 3      | 9      |
| 2    | 27 | Michele Alboreto   | Ferrari                | 64    | + 1 tour                           | 6      | 6      |
| 3    | 26 | Jacques Laffite    | Ligier-Renault         | 64    | + 1 tour                           | 16     | 4      |
| 4    | 7  | Nelson Piquet      | Brabham-BMW            | 64    | + 1 tour                           | 2      | 3      |
| 5    | 16 | Derek Warwick      | Renault                | 64    | + 1 tour                           | 12     | 2      |
| 6    | 8  | Marc Surer         | Brabham-BMW            | 63    | + 2 tours                          | 15     | 1      |
| 7    | 3  | Martin Brundle     | Tyrrell-Renault        | 63    | + 2 tours                          | 20     |        |
| 8    | 17 | Gerhard Berger     | Arrows-BMW             | 63    | + 2 tours                          | 17     |        |
| 9    | 22 | Riccardo Patrese   | Alfa Romeo             | 62    | + 3 tours                          | 14     |        |
| 10   | 12 | Ayrton Senna       | Lotus-Renault          | 60    | Panne d'essence                    | 4      |        |
| 11   | 4  | Stefan Bellof      | Tyrrell-Ford           | 59    | + 6 tours                          | 26     |        |
| Abd. | 1  | Niki Lauda         | McLaren-TAG            | 57    | Panne électrique                   | 10     |        |
| Abd. | 18 | Thierry Boutsen    | Arrows-BMW             | 57    | Sortie de piste                    | 19     |        |
| Abd. | 25 | Andrea De Cesaris  | Ligier-Renault         | 41    | Embrayage                          | 7      |        |
| Abd. | 29 | Pierluigi Martini  | Minardi-Motori Moderni | 38    | Suspension                         | 23     |        |
| Nc.  | 11 | Elio De Angelis    | Lotus-Renault          | 37    | Non classé                         | 8      |        |
| Abd. | 9  | Manfred Winkelhock | RAM-Hart               | 28    | Turbo                              | 18     |        |
| Abd. | 6  | Keke Rosberg       | Williams-Honda         | 21    | Moteur                             | 1      |        |
| Abd. | 5  | Nigel Mansell      | Williams-Honda         | 17    | Embrayage                          | 5      |        |
| Abd. | 23 | Eddie Cheever      | Alfa Romeo             | 17    | Turbo                              | 22     |        |
| Abd. | 30 | Jonathan Palmer    | Zakspeed               | 6     | Distributeur                       | 24     |        |
| Abd. | 19 | Teo Fabi           | Toleman-Hart           | 4     | Différentiel                       | 9      |        |
| Abd. | 28 | Stefan Johansson   | Ferrari                | 1     | Moteur                             | 11     |        |
| Abd. | 15 | Patrick Tambay     | Renault                | 0     | Collision                          | 13     |        |
| Abd. | 10 | Philippe Alliot    | RAM-Hart               | 0     | Collision                          | 21     |        |
| Abd. | 24 | Piercarlo Ghinzani | Osella-Alfa Romeo      | 0     | Collision                          | 25     |        |

## Pole position et record du tour
- Pole position : Keke Rosberg en 1 min 05 s 591 (vitesse moyenne : 259,005 km/h).
- Meilleur tour en course : Alain Prost en 1 min 09 s 886 au 43e tour (vitesse moyenne : 243,087 km/h).

## Tours en tête
- Ayrton Senna : 58 (1-57 / 59)
- Alain Prost : 7 (58 / 60-65)

## À noter
- 19e victoire pour Alain Prost.
- 45e victoire pour McLaren en tant que constructeur.
- 15e victoire pour TAG Porsche en tant que motoriste.
- Une erreur de comptage provoque l'arrêt de la course au 65e tour au lieu du 66e.